# Tillandsia borinquensis
Tillandsia borinquensis är en gräsväxtart som beskrevs av Cedeño-mald. och George Richardson Proctor. Tillandsia borinquensis ingår i släktet Tillandsia och familjen Bromeliaceae. Inga underarter finns listade i Catalogue of Life.